# Jeff Heath
Jeff Heath (Lake Orion, 14 maggio 1991) è un giocatore di football americano statunitense che gioca nel ruolo di safety per i New Orleans Saints della National Football League (NFL). Al college ha giocato a football alla Saginaw Valley State University.

## Carriera

### Dallas Cowboys
Dopo non essere stato scelto nel Draft NFL 2013, Lester firmò con i Dallas Cowboys, riuscendo ad entrare nei 53 uomini per l'inizio della stagione regolare come safety di riserva e giocatore degli special team.
Heath disputò la sua prima gara come titolare, al posto dell'infortunato J.J. Wilcox, il 27 ottobre 2013 contro la squadra della sua città natale, i Detroit Lions. La sua prestazione terminò con 9 tackle e un fumble forzato. Le due gare successive si rivelarono più difficoltose: contro i Minnesota Vikings si fece sfuggire Adrian Peterson che segnò un touchdown mentre contro i New Orleans Saints gli avversari segnarono tre touchdown su corsa.
Anche dopo il ritorno di Wilcox dall'infortunio, Heath rimase il titolare. Terminò la sua stagione disputando tutte le 16 partite (nove da titolare) con 60 tackle (sesto della squadra), 6 passaggi deviati (quarto a pari merito) e 13 tackle con gli special team (leader della squadra).

### Las Vegas Raiders
Il 17 marzo 2020 Dennard firmò con i Las Vegas Raiders un contratto biennale del valore di 8 milioni di dollari. Nel decimo turno fu premiato come difensore della AFC della settimana dopo avere messo a segno 2 intercetti e 2 passaggi deviati nella vittoria sui Denver Broncos.

### New Orleans Saints
Il 21 agosto 2021 Heath firmò con i New Orleans Saints.

## Palmarès
- Difensore della AFC della settimana: 1

10ª del 2020